# Синсен (станция метро)
Синсен — станция метрополитена Осло на линиях 4 и 5. Наземная станция с одной островной платформой в 4,8 км от центра города. Открыта 20 августа 2006 года, является самой новой станцией метро в центре.